# Walter Goffart
Walter André Goffart (Berlín, 22 de febrero de 1934-New Haven, Connecticut, 14 de febrero de 2025) fue un historiador estadounidense especializado en la Antigüedad Tardía, y más concretamente en el asentamiento de los pueblos bárbaros en el seno de la pars occidentalis del Imperio Romano en los siglos V y VI y la subsiguiente formación de los llamados reinos germánicos. 

## Biografía
Graduado y doctorado en Historia por la Universidad de Harvard (en 1955 y 1961, respectivamente), ha impartido clases en la Universidad de Toronto (1960-99) y la facultad de Historia de la Universidad de Yale (2000). Recibió la  Medalla Haskins en 1991. 
Se centra en lo que se ha dado en llamar hospitalitas, la obligación impuesta por el Imperio romano a sus ciudadanos de alojar a sus soldados. Goffart considera que los bárbaros se habrían asentado en territorio romano de acuerdo a pactos con el gobierno imperial, y según la legalidad vigente, y que por ello hubo tan poca oposición en las provincias. Asumieron responsabilidades de defensa a cambio del cobro de impuestos, es decir, que los bárbaros no se apropiaron de la tierra, sino de la percepción de impuestos, de acuerdo a la legislación tardorromana. 
A pesar de todas las violencias y saqueos, y del evidente deterioro de las condiciones de vida, no cree que hubiera ningún encontronazo entre la civilización y la barbarie, ni ninguna avalancha de bárbaros sobre el Imperio, ni que los germanos pusieran en marcha ninguna dinámica de cambio que no estuviera ya operando en el mundo romano. Los "bárbaros" no eran además un bando unificado, con tendencia a migraciones continuas, ni presionaban continuamente sobre el limes.
Aduce que las política pactistas evitaron a la población romana los estragos de una conquista brutal, y que los pueblos bárbaros se beneficiaron de la nueva concepción de la política militar, convirtiéndose, de hecho, en la fuerza romana de defensa, y, finalmente, en romanos: «El imperio [...] tenía ante sí tareas mejores que empeñarse en el esfuerzo infinito y estéril de excluir a unos extranjeros que podían serle de utilidad». Considera que lo que se ha llamado Caída del Imperio se produjo cuando, debido a problemas internos y guerras civiles, el control de los bárbaros se le escapó de las manos al gobierno imperial, rechazando las tesis hostilistas que la atribuyen a la presión germánica o huna.
En los últimos tiempos ha adquirido notoriedad por sus polémicas con Peter Heather y con Walter Pohl, el discípulo y sucesor de Herwig Wolfram.